# 姆巴拉拉區
姆巴拉拉區是非洲中部國家烏干達的111個區之一，由西部區負責管轄，首府是姆巴拉拉，海拔高度1,800米，總面積1,846.4平方公里，距離首都坎帕拉約270公里，主要的經濟產業有自給農業和畜牧業，2010年人口估計為457,800。

## 外部連結
- Mbarara District Information Portal（页面存档备份，存于）

00°36′S 30°36′E / 0.600°S 30.600°E